# Desma Schuhmaschinen

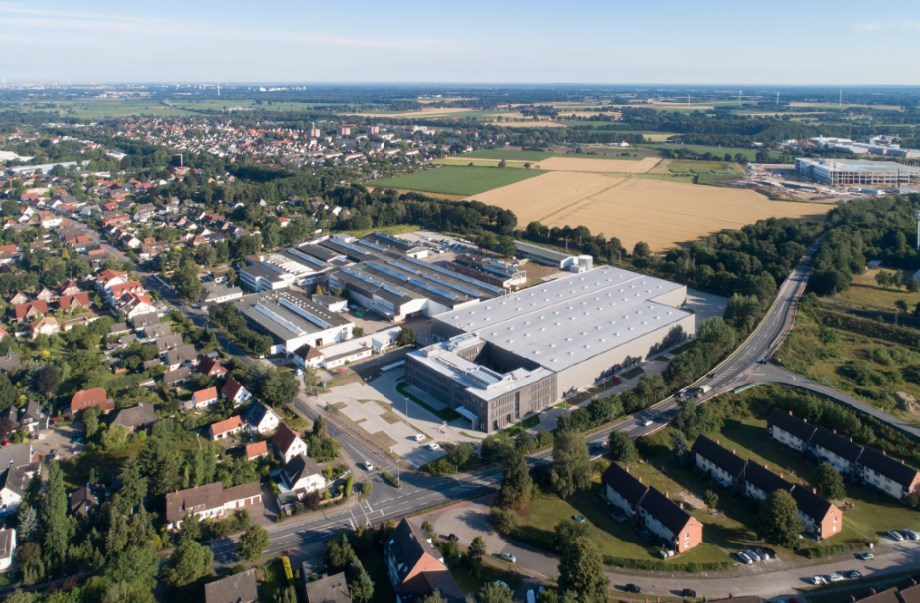
DESMA Firmengelände in Achim

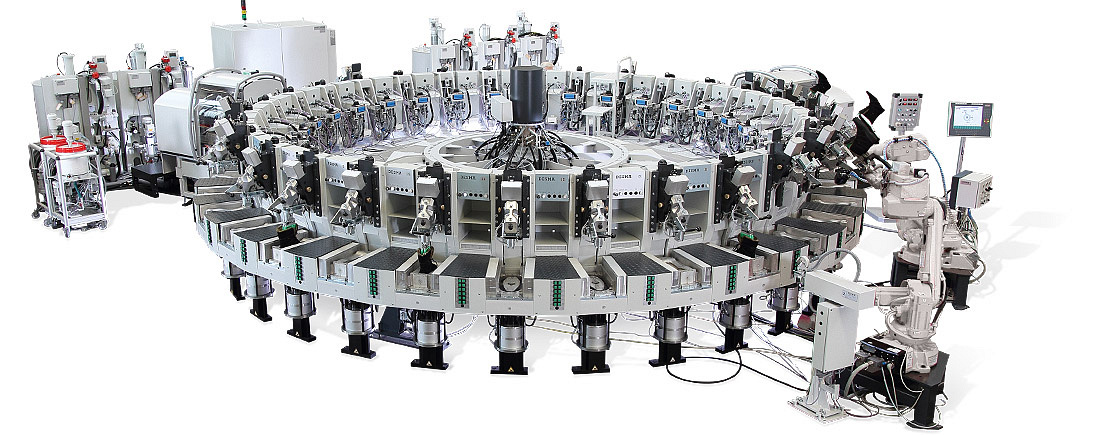
DESMA Direktansohlungsanlage

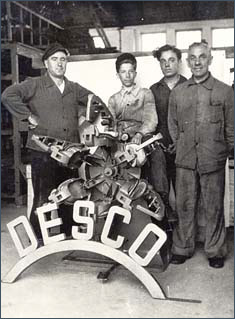
Beschäftigte von DESMA, damals unter dem Namen DESCO (Deutsche Spezialmaschinen Co.)

Die Desma Schuhmaschinen GmbH (Eigenschreibweise: DESMA) ist ein mittelständisches Unternehmen im Sondermaschinenbau für die industrielle Schuhproduktion. Das Unternehmen hat seinen Sitz in Achim bei Bremen.

## Geschichte
Die Desma Schuhmaschinen GmbH wurde im Jahr 1946 unter dem Namen „DESCO“ (Deutsche Spezialmaschinen & Co. U.E. Ludwig KG) von Herbert Ludwig in Achim gegründet. In den 1950er Jahren wurde das Direktansohlverfahren durch Vulkanisation-Pressen entwickelt und die Marke DESMA entstand. 1959 wurde der erste Direktansohlungsautomat für flüssiges PVC und später für Granulate montiert. In den 1960er Jahren wurden weitere Prozesse im Bereich der Gummispritzgießmaschinen entwickelt. Desma wurde ab dem Jahr 1970 Marktführer für Schuhmaschinen und -formen, vor allem aufgrund der damals fortgeschrittenen PU-PVC-Technologie.
Im Jahr 1981 wurde Desma in die Klöckner-Ferromatik-Gruppe eingegliedert, welche sich um 1986 zum weltweit führenden Unternehmen für Spritzgießmaschinen entwickelte. Aufgrund des Zusammenbruchs der früheren UdSSR Ende der achtziger Jahre, musste Desma einen starken Auftragsrückgang hinnehmen, denn ca. 60 % des Gesamtumsatzes wurden damals durch diesen Markt abgedeckt. Daraufhin sank die Mitarbeiterzahl von 1000 auf 240 Mitarbeiter im Jahr 1996. 1993 wurde Desma nach der Re-Organisation des Klöckner-Konzerns ein unabhängiges Mitglied, bestehend aus den beiden Unternehmen Klöckner Desma Schuhmaschinen GmbH in Achim und Klöckner Desma Elastomertechnik in Fridingen. 2003 wurde die Desma (Guangzhou) Machinery & Engineering Co., Ltd. in China gegründet. Die Niederlassung von Desma spezialisiert sich fortan auf die Lieferung von Ersatzteilen und die Bereitstellung des technischen Service in China.
2016 wurde der Firmenname Klöckner DESMA Schuhmaschinen GmbH in DESMA Schuhmaschinen GmbH geändert. Alle zwei Jahre findet eine eigene Hausmesse auf dem DESMA-Gelände statt. Im Juni 2020 wurde auf dem DESMA Betriebsgelände ein Neubau fertiggestellt. Der Produktionskomplex umfasst 12.000 Quadratmeter mit drei Hallenschiffen sowie ein dreigeschossiges Bürogebäude mit 4.500 Quadratmetern Fläche.

## Unternehmensstruktur
Desma ist eine Tochtergesellschaft des Konzerns Salzgitter AG und gehört zum Geschäftsbereich Technologie.

## Produkte
- Direktansohlungsmaschinen[14][15]
- Sohlen[16] - und Stiefelmaschinen[17]
- TEC-Maschinen[18]
- Gebrauchtmaschinen[19]
- Automationslösungen[20] zur industriellen Schuhfertigung (amir Technologie)[21]
- Formenbau[22]
- Service, Schulungen, Kundendienst[23]

## Auszeichnungen
- Niedersächsischer Außenwirtschaftspreis 2015[24]
- IHK Innovationsbotschafter 2016[25]